# Marquesado de Vigón
El marquesado de Vigón fue un título nobiliario español creado por Francisco Franco el 18 de julio de 1955, con carácter póstumo, a favor de Juan Vigón Suerodíaz, teniente general del Ejército de Tierra.
El título fue suprimido el 21 de octubre de 2022 tras la entrada en vigor de la Ley de Memoria Democrática.

## Denominación
La denominación de la dignidad nobiliaria refiere al apellido paterno, por lo que fue universalmente conocida la persona a la que se le otorgó, a título póstumo, dicha merced nobiliaria.

## Carta de otorgamiento
El título nobiliario se le otorgó por los méritos siguientes: 

«El Teniente General del Ejército don Juan Vigón Suerodíaz, espejo fiel de virtudes militares, Jefe del Estado Mayor de las Brigadas de Navarra y del Ejército del Norte, durante la Cruzada; Ministro del Aire, Jefe del Alto Estado Mayor, Presidente de la Junta de Energía Nuclear y Consejero del Reino en la tarea de la Paz, consumió su vida sirviendo con sabia lealtad a la Patria. Su acertada visión estratégica y su capacidad de trabajo contribuyeron al triunfo de las Armas Nacionales, primero, y a las Victorias de la Reconstrucción, después. Para perpetuar su recuerdo y expresarle el reconocimiento de la Patria...».
Decreto 18 de julio de 1955. Publicado en el B.O.E. núm. 199, de 18 de julio de 1955, página 4377.

## Marqueses de Vigón
|                               | Titular                       | Periodo                       |
| Creación por Francisco Franco | Creación por Francisco Franco | Creación por Francisco Franco |
| ----------------------------- | ----------------------------- | ----------------------------- |
| I                             | Juan Vigón Suerodíaz          | 1955 (póstumo)                |
| II                            | Juan Ramón Vigón Sánchez      | 1959-1987                     |
| III                           | Juan Ramón Vigón García       | 1989-2022                     |

## Historia de los marqueses de Vigón
- Juan Vigón Suerodíaz (1880-1955), I marqués de Vigón, teniente general del Ejército, jefe del Alto Estado Mayor, ministro del Aire y presidente de la Junta de Energía Nuclear.[1] Se le otorgó el título, con carácter póstumo, dos meses después de su fallecimiento.

Casó en 1911 en Buenos Aires con María Esther Sánchez Pertierra (1883-1962). Le sucedió, por carta de sucesión de fecha 4 de diciembre de 1959, su hijo:
- Juan Ramón Vigón Sánchez (1917-1987), II marqués de Vigón, general de división.

Casó en 1955 con María de la Concepción García Llorente (1924-1979), gran-cruz de la Real Orden de Reconocimiento Civil a las Víctimas del Terrorismo a título póstumo. Le sucedió, por real carta de sucesión de fecha 2 de junio de 1989, su hijo:
- Juan Ramón Vigón García, III marqués de Vigón.[5] Último titular.